# Военный фильм
Вое́нный фильм или бата́льный фильм — исторический художественный фильм, реконструирующий события реально происходившей войны или сражения, амуницию, оружие, приёмы и организацию боя. В центре художественной композиции батального фильма обычно находится сцена главного сражения, съёмки которого сочетают широкие панорамные планы с крупными планами героев фильма.
Батальные фильмы — одни из самых затратных жанров в кинематографе, поскольку часто требуют привлечения или изготовления военной техники, разрушения декораций, больших костюмированных массовок, сложных компьютерных эффектов и т. п.
В советском и российском кино военным фильмом также называют любой фильм о событиях 1941—1945 годов, независимо от наличия батальных сцен.
Фильм любого жанра, использующий для фабулы военные события, в киноклассификации обозначается двойными определениями: военно-исторический, военно-биографический, военно-приключенческий, военно-детективный, военно-лирический, военно-комедийный и т. д.